# WE ALL
『WE ALL』（ウィ オール）は、德永英明15枚目のスタジオ・アルバム。2009年5月6日発売。発売元はユニバーサルシグマ。

## 概要
2004年の『MY LIFE』以来、4年7か月ぶりとなるオリジナル・アルバム。この間、カバー・アルバムやベスト・アルバムの発売が続いていた。
全13曲中7曲にタイアップが付いている。3形態での発売となっており、それぞれジャケットが異なる。

## チャート成績
德永のオリジナル・アルバムとしては『Revolution』以来、約18年ぶりにオリコン週間アルバムチャートで1位を獲得した。
本作品の1位獲得により、德永は矢沢永吉、長渕剛に続き、3つの西暦10年代連続でオリジナル・アルバム首位を獲得した3人目の男性ソロアーティストとなり（1980年代：『BIRDS』、1990年代：『JUSTICE』、『Revolution』）、1980年代にデビューした男性ソロアーティストでは初となった。

## キャンペーン
先行シングル「砂時計」とのW購入者応募抽選特典ハガキが封入されている。

## 収録曲
全作詞・作曲：德永英明　全編曲：坂本昌之（注記を除く）
| #   | タイトル                                                                                                 | 作詞 | 作曲・編曲 |
| --- | --- | ---- | ---------- |
| 1.  | 「ことば」(朝日生命「会話篇」企業CMソング)                                                               |      |            |
| 2.  | 「花束」(フジテレビ系全国ネット「金曜プレステージ」テーマソング；作詞：山田ひろし)                       |      |            |
| 3.  | 「砂時計」(フジテレビ系「ウチくる!?」エンディングテーマ、「フジテレビフラワーネット」TVCMイメージソング) |      |            |
| 4.  | 「小さな祈り〜P.S.アイラヴユー」(映画「P.S.アイラヴユー」日本版主題歌；作詞：山田ひろし)                 |      |            |
| 5.  | 「輝きの詩」(テレビ東京系「田舎に泊まろう!」エンディングテーマ)                                          |      |            |
| 6.  | 「ガラスの星座」                                                                                         |      |            |
| 7.  | 「翼はなくても」                                                                                         |      |            |
| 8.  | 「風と空と海と」                                                                                         |      |            |
| 9.  | 「やさしいね」(作詞：山田ひろし)                                                                         |      |            |
| 10. | 「透徹の空」(映画「銀色の雨」主題歌)                                                                     |      |            |
| 11. | 「大事にするよ」(メナード50周年企業CMソング)                                                             |      |            |
| 12. | 「愛をえらぼう」                                                                                         |      |            |
| 13. | 「WE ALL」                                                                                               |      |            |

| #   | タイトル                 | 作詞 | 作曲・編曲 |
| --- | ------------------------ | ---- | ---------- |
| 14. | 「永遠に」(作詞：Satomi) |      |            |

| #  | タイトル                         | 作詞 | 作曲・編曲 |
| -- | -------------------------------- | ---- | ---------- |
| 1. | 「ことば」                       |      |            |
| 2. | 「花束」                         |      |            |
| 3. | 「砂時計」                       |      |            |
| 4. | 「小さな祈り〜P.S.アイラヴユー」 |      |            |
| 5. | 「翼はなくても」                 |      |            |
| 6. | 「WE ALL」                       |      |            |